# 121. pehotni polk (Italija)
121. pehotni polk Macerata (izvirno italijansko 121º Reggimento fanteria) je bil pehotni polk (Kraljeve) Italijanske kopenske vojske.

## Zgodovina
Med prvo svetovno vojno je bil polk nastanjen na soški fronti in med drugo svetovno vojno v Jugoslaviji.